# Per-Oscar Nyströmer
Per-Oscar Nyströmer, folkbokförd Per Oskar Nyströmer, född 17 oktober 1902 i Solna församling i Stockholms län, död 1 oktober 1993 i Täby församling i Stockholms län, var en svensk ingenjör.
Nyströmer var son till maskiningenjören Birger Nyströmer och Esther Högdahl samt brorsons son till ingenjören Carlos Nyströmer. Han avlade studentexamen i Norrköping 1922 och civilingenjörsexamen vid Kungliga Tekniska Högskolan (KTH) 1928. Han var ingenjör vid Södertälje stads byggnadskontor 1929–1930, konstruktör och arb-chef vid Svenska AB Christiani & Nielsen i Stockholm 1930–1936 och blev förste byråingenjör vid Bergslagernas Järnvägar 1936. Han var verksam vid A Johnson & Co i Stockholm 1948–1953 och därefter chef för distributionsavdelningen hos AB Nynäs Petroleum i Stockholm, samt dess rationaliseringsexpert.
Han tog officersexamen 1925, blev kapten vid Väg- och vattenbyggnadskåren 1939 och major där 1954. Han var riddare av Vasaorden (RVO).
Per-Oscar Nyströmer var från 1930 gift med gymnastikdirektören Cecilia Gussing (1907–2006), dotter till konsul Ragnar Gussing och Anna Hussenius. De fick barnen Claes Nyströmer (född 1932), Birgitta Bååth (född 1934), Margareta Kirk (född 1938, mor till Justine Kirk) och Agneta Nyströmer (född 1943).